# Koko Cárdenas
Jorge Cárdenas, detto Koko (1912 – Lima, 23 giugno 1988), è stato un cestista e giornalista peruviano.

## Carriera
Con il Perù ha preso parte alle Olimpiadi del 1936.